# Blue and Green Diamonds
Blue and Green Diamonds è il nome di due grattacieli gemelli situati a Miami Beach, in Florida. Completate nel 2000, entrambe sono alte 170 metri e ospitano 44 piani. Sono i due più alti edifici di Miami Beach, e sono state conosciute per essere gli edifici residenziali più alti degli Stati Uniti prima che le torri Jade Beach e Jade Ocean fossero costruite a Sunny Isles Beach, sempre in Florida, rispettivamente nel 2009 e nel 2008. Le torri si trovano percorrendo la Collins Avenue, a nord dell'Eden Roc Hotel.